# Louis Gossett Jr.
Louis Gossett Jr. (Brooklyn, New York, 1936. május 27. – Santa Monica, 2024. március 29.) Oscar-, Primetime Emmy-, valamint többszörös Golden Globe-díjas amerikai színész.

## Pályafutása
Az 1950-es évek végén kezdte pályafutását, többnyire televíziós sorozatok epizódszerepeiben tűnt fel. 1961-ben A napfény nem eladó című film mellékszerepével debütált a mozivásznon. Ezután több mint tíz éven át csak televíziós filmekben kapott munkát, majd a Gyökerek című tévésorozat hozta meg számára az ismeretséget 1977-ben. 
1982-ben az ifjú Richard Gere főszereplésével készült Garni-zóna című filmben tűnt fel. Egy kemény kiképzőtisztet formált meg, mellyel kivívta a kritikusok elismerését és elnyerte a legjobb férfi mellékszereplőnek járó Oscar-díjat. Ezzel rögvest a rivaldafénybe került: a következő évben azonban a Cápa 3.-ban vállalt szerepet, a mozi viszont hatalmasat bukott.  
1983-ban kapta meg az Anvar Szádát egyiptomi politikusról készült Sadat című amerikai minisorozat főszerepét, melyet az egyiptomi kormány betiltott, tiltakozva az ellen, hogy egy fekete színész játssza az elnök szerepét. Továbbra is megmaradt az örök epizodista szerepkörében, viszont az 1980-as évek végére elismert karakterszínészként tartották számon – köszönhetően olyan filmeknek, mint a Kedves ellenségem (1985) és a Vasmadarak (1986). Ez utóbbi mozi három folytatást is megélt, azonban ezek elmaradtak az első rész színvonalától. 
1993-ban az Afrikai koktél című filmben Sean Connery-vel játszott együtt, a film azonban nagy csalódást keltett, és innentől kezdve Gossett karrierje is mélyrepülést vett. Sorra vállalt munkákat csak DVD-re kiadott, kis költségvetésű, felejthető filmekben.

## Filmográfia

### Film
| Év   | Magyar cím                        | Eredeti cím                          | Szerep                                                     | Magyar hang            |
| ---- | --------------------------------- | ------------------------------------ | ---------------------------------------------------------- | ---------------------- |
| 1961 | A napfény nem eladó               | A Raisin in the Sun                  | George Murchison                                           |                        |
| 1969 |                                   | The Bushbaby                         | Tembo                                                      |                        |
| 1970 | A háziúr                          | The Landlord                         | Copee                                                      | Kapácsy Miklós         |
| 1971 | Vásárra viszem a bőröd            | Skin Game                            | Jason O'Rourke                                             | Timár Béla             |
| 1971 | Vásárra viszem a bőröd            | Skin Game                            | Jason O'Rourke                                             | Kálid Artúr            |
| 1972 | Utazások nagynénémmel             | Travels with My Aunt                 | Zachary / Wordsworth                                       | Kálid Artúr            |
| 1973 | A nevető rendőr                   | The Laughing Policeman               | James Larrimore felügyelő                                  | Balázsi Gyula          |
| 1974 |                                   | The White Dawn                       | Portagee                                                   |                        |
| 1976 |                                   | The River Niger                      | Dr. Dudley Stanton                                         |                        |
| 1976 |                                   | J. D.'s Revenge                      | Elija Bliss tiszteletes                                    |                        |
| 1977 | A mélység                         | The Deep                             | Henri Cloche                                               | Kálid Artúr            |
| 1977 |                                   | The Choirboys                        | Calvin Motts                                               |                        |
| 1980 |                                   | It Rained All Night the Day I Left   | Leo Garcia                                                 |                        |
| 1982 | Garni-zóna                        | An Officer and a Gentleman           | Emil Foley őrmester                                        | Rajhona Ádám           |
| 1982 | Garni-zóna                        | An Officer and a Gentleman           | Emil Foley őrmester                                        | Dörner György          |
| 1982 | Garni-zóna                        | An Officer and a Gentleman           | Emil Foley őrmester                                        | Rosta Sándor           |
| 1983 | Cápa 3.                           | Jaws 3-D                             | Calvin Bouchard                                            | Áron László            |
| 1984 | Utazó koporsó                     | Finders Keepers                      | Century                                                    | Kálid Artúr            |
| 1984 | A biztonsági őr                   | The Guardian                         | John Mack                                                  | Barbinek Péter         |
| 1985 | Kedves ellenségem                 | Enemy Mine                           | Jeriba 'Jerry' Shigan                                      | Szabó Sipos Barnabás   |
| 1986 | Vasmadarak                        | Iron Eagle                           | Charles 'Chappy' Sinclair ezredes                          | Lux Ádám               |
| 1986 | Tűzjáró                           | Firewalker                           | Leo Porter                                                 | Vass Gábor             |
| 1986 | Tűzjáró                           | Firewalker                           | Leo Porter                                                 | Reisenbüchler Sándor   |
| 1987 | Az új diri                        | The Principal                        | Jake Phillips                                              | Jakab Csaba            |
| 1987 | Az új diri                        | The Principal                        | Jake Phillips                                              | Faragó András          |
| 1988 | Vasmadarak 2.                     | Iron Eagle II                        | Charles 'Chappy' Sinclair                                  | Lux Ádám               |
| 1989 | A Büntető                         | The Punisher                         | Jake Berkowitz nyomozó                                     | Rosta Sándor           |
| 1991 | A könyörtelen hajsza              | Cover Up                             | Lou Jackson CIA-igazgató                                   | Varga T. József        |
| 1991 | A könyörtelen hajsza              | Cover Up                             | Lou Jackson CIA-igazgató                                   | Papp János             |
| 1991 | A terror iskolája                 | Toy Soldiers                         | Parker dékán                                               | Juhász Jácint          |
| 1991 | A terror iskolája                 | Toy Soldiers                         | Parker dékán                                               | Bolla Róbert           |
| 1992 | Vasmadarak 3.                     | Aces: Iron Eagle III                 | Charles 'Chappy' Sinclair                                  | Kránitz Lajos          |
| 1992 | Éjféli bunyó                      | Diggstown                            | Roy 'Honey Roy' Palmer                                     | Kránitz Lajos          |
| 1993 | Idegen erő                        | Monolith                             | MacCandless százados                                       | Beregi Péter           |
| 1994 | Tűzpróba                          | Flashfire                            | Ben Durand                                                 | Csikos Gábor           |
| 1994 | Csont nélkül                      | Blue Chips                           | Dawkins atya (stáblistán nem szerepel)                     | Dózsa László           |
| 1994 | Afrika koktél                     | A Good Man in Africa                 | Sam Adekunle professzor                                    | Vass Gábor             |
| 1994 | Eladó a családom                  | Curse of the Starving Class          | Ellis                                                      | Gruber Hugó            |
| 1995 | Vasmadarak 4.                     | Iron Eagle on the Attack             | Charles 'Chappy' Sinclair                                  | Csuja Imre             |
| 1995 | Vasmadarak 4.                     | Iron Eagle on the Attack             | Charles 'Chappy' Sinclair                                  | Dörner György          |
| 1996 |                                   | Managua                              | Paul                                                       |                        |
| 1997 |                                   | The Wall That Heals (dokumentumfilm) | narrátor                                                   |                        |
| 1997 | A múmia legendája                 | Bram Stoker's Legend of the Mummy    | Corbeck                                                    |                        |
| 1999 | Atomdzsungel                      | Terminal Countdown                   | Morgan                                                     |                        |
| 2000 | Országúti ámokfutás               | The Highwayman                       | Phil Bishop                                                |                        |
| 2002 | Végzetes hang                     | Deceived                             | David Garrett ezredes                                      |                        |
| 2005 |                                   | Window (rövidfilm)                   | Ralph Stanley                                              |                        |
| 2005 |                                   | Left Behind: World at War            | Gerald Fitzhugh elnök                                      |                        |
| 2006 | All-in – Póker életre halálra     | All In                               | Caps                                                       |                        |
| 2006 |                                   | Club Soda (rövidfilm)                | Doc                                                        |                        |
| 2007 | Apu boldogsága                    | Daddy's Little Girls                 | Willie                                                     | Varga Tamás            |
| 2007 | Kettős élet                       | Cover                                | Hicks nyomozó                                              | Kertész Péter          |
| 2008 | A tökéletes csapat                | The Perfect Game                     | Cool Papa Bell                                             | Forgács Gábor          |
| 2008 | Delgo                             | Delgo                                | Zahn király (hangja)                                       | Melis Gábor            |
| 2009 |                                   | Dog Jack                             | felnőtt Jed                                                |                        |
| 2009 | Shannon szivárványa               | Shannon's Rainbow                    | Max Donovan                                                |                        |
| 2009 |                                   | The Least Among You                  | Samuel Benton                                              |                        |
| 2010 |                                   | Why Did I Get Married Too?           | Porter                                                     |                        |
| 2010 | Isten kegyelméből                 | The Grace Card                       | George Wright                                              | Várday Zoltán          |
| 2010 |                                   | The Lamp                             | The Genie                                                  | Charles Montgomery III |
| 2012 |                                   | The Undershepherd                    | Redford püspök                                             |                        |
| 2012 | Smitty                            | Smitty                               | Mr. Smith                                                  | Kertész Péter          |
| 2013 | Elmosódott valóság                | Breaking at the Edge                 | Floyd                                                      |                        |
| 2014 | Az örök harcos                    | A Fighting Man                       | Cubby                                                      | Reviczky Gábor         |
| 2014 |                                   | The Dependables                      | Lou Jones                                                  |                        |
| 2015 |                                   | Boiling Pot                          | Haven nyomozó                                              |                        |
| 2017 |                                   | Undercover Grandpa                   | Mother                                                     |                        |
| 2017 |                                   | Double Play                          | Coco                                                       |                        |
| 2018 |                                   | Breaking Brooklyn                    | Miles Bryant                                               |                        |
| 2019 |                                   | Foster Boy                           | George Taylor bíró                                         |                        |
| 2019 |                                   | The Cuban                            | Luis Garcia                                                |                        |
| 2019 |                                   | Supervized                           | Pendle                                                     |                        |
| 2021 |                                   | Not to Forget                        | John lelkész                                               |                        |
| 2022 |                                   | Three Months                         | Benny                                                      |                        |
| 2023 |                                   | Outlaw Johnny Black                  | Tharrington tiszteletes (hangja) (stáblistán nem szerepel) |                        |
| 2023 | Bíborszín                         | The Color Purple                     | Ol' Mister                                                 |                        |
| 2024 | Képzeletbeli barátok (posztumusz) | IF                                   | Lewis (hangja)                                             | Papp János             |

### Televízió
- The Reason (2020)
- Canaan Land (2020)
- Miracle in East Texas (2019)
- King of the Dancehall (2016)
- Come to the Garden (2016)
- The Last Among Is (2009)
- Történetek Amerikáról (2007)
- Rwanda Rising (2007)
- Csillagkapu (2005-2006)
- Lackawanna Blues (2005)
- Támad a nap (2005) (TV film)
- Jasper, Texas (2003) (TV film)
- Olívia szerelméért (2001) (TV film)
- Felügyelők: Borzongató felelősség (2000) (TV film)
- Lucille Teasdale története (2000) (TV film)
- Nagyszülői szeretet (2000) (TV film)
- Szerelmes dalok (1999) (TV film)
- Felügyelők (1998) (TV film)
- A megálmodott futás (1996) (TV film)
- A vallatás (1996) (TV film)
- Ketten a farmon (1995) (TV film)
- Angyali érintés (1994) (TV film)
- Los Angeles utcáin (1993) (TV film)
- Vad vidék (1993) (TV film)
- A Josephine Baker sztori (1991) (TV film)
- Karolina szégyenfoltjai (1991)
- Véres angyal (1990) (TV film)
- Texas ördöge(1990) (TV film)
- Vének szövetsége (1987) (TV film)
- Gyökerek (1977) (TV film)